# Bogucin (Ciechanów)
Pour les articles homonymes, voir Bogucin.
Bogucin (prononciation : [bɔˈɡut͡ɕin]) est un village polonais de la gmina d'Opinogóra Górna dans le powiat de Ciechanów de la voïvodie de Mazovie dans le centre-est de la Pologne.
Il se situe à environ 3 kilomètres au sud-est d'Opinogóra Górna (siège de la gmina), 8 kilomètres à l'est de Ciechanów (siège du powiat) et à 77 kilomètres au nord de Varsovie (capitale de la Pologne).
Le village possède approximativement une population de 130 habitants en 2006.

## Histoire
De 1975 à 1998, le village appartenait administrativement à la voïvodie de Ciechanów.